# Hapsinotus scutellatus
Hapsinotus scutellatus là một loài tò vò trong họ Ichneumonidae.